# Glenn Dods
Glenn Laurence Dods (ur. 17 listopada 1958 w Wanganui) – nowozelandzki piłkarz, reprezentant kraju grający na pozycji obrońcy.
Karierę reprezentacyjną rozpoczął w 1976 roku. W 1982 roku został powołany przez trenera Johna Adsheada na Mistrzostwa Świata 1982, gdzie reprezentacja Nowej Zelandii odpadła w fazie grupowej. Karierę zakończył w 1982 roku. W sumie w reprezentacji zagrał 22 spotkania.